# Uredo monsterae
Uredo monsterae é uma espécie de fungo. pertence ao grupo Basidiomycota e foi descrito pela primeira vez por Hans Sydow em 1930.  Uredo monsterae pertence à ordem Uredo, ordem Pucciniales, ordem Pucciniomycetes, ordem Basidiomycota e cogumelo do reino.
Este tipo de fungo pode ser encontrado em:
- Venezuela